# Tullio Vinay

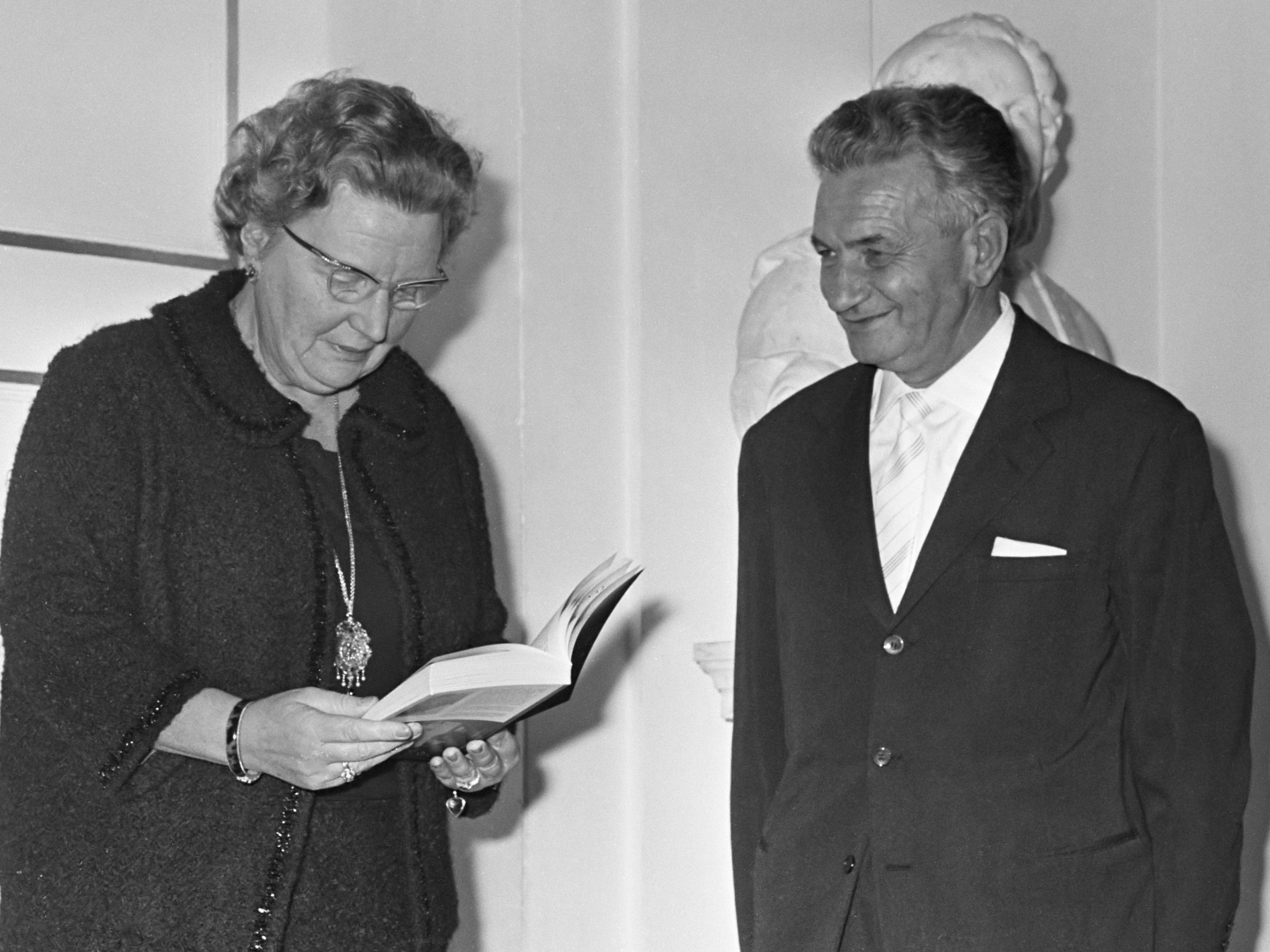
Königin Juliana und Tullio Vinay (1967)

Tullio Vinay (* 13. Mai 1909 in La Spezia, Ligurien; † 2. September 1996 in Rom) war ein italienischer waldensischer Pfarrer, evangelischer Theologe, Gründer zweier diakonischer Zentren und Politiker im italienischen Senat.

## Leben
Vinay war das dritte Kind des baptistischen Lehrers Pietro Giosuè Vinay aus Villasecca im Val Chisone, Piemont, und der Iside Saccomani. Er hatte drei Brüder, Valdesina, Valdo und Cornelio, und wuchs in Triest und in Torre Pellice im Piemont auf, wo sie die methodistische und waldensische Kirche besuchten. Sein Studium der evangelischen Theologie absolvierte er an der waldensischen Fakultät in Rom und am New College in Edinburgh. Nach einem einjährigen Vikariat in Mailand wurde er als Pfarrer in Florenz eingesetzt. Von 1934 bis 1946 war er Pfarrer der Waldensergemeinde in Florenz. In dieser Zeit versteckte er Juden und Antifaschisten in seiner Wohnung, später auch Exfaschisten.
Vinay war Sekretär der Federazione delle Unioni Valdesi (deutsch: Zusammenschluss der Waldenserverbände), er gab die Zeitung Gioventù Evangelica (Evangelische Jugend) und organisierte Jugendlager vorwiegend bei Prali im Valle Germanasca im Piemont. 1946 verließ er seine Gemeinde in Florenz und gründete nahe von Prali das ökumenische Begegnungszentrum Agape. Hier wollte er junge Leute zu gemeinsamem Leben und gemeinsamer Arbeit vereinen. Sein Ziel fasste er so zusammen: „Agape wird ein Ort sein, an dem Menschen sich begegnen und kurze Zeit verweilen werden, auf der Suche nach der brüderlichen Liebe. Dann kehren sie wieder nach Hause zurück. Im Wesentlichen sind es Jugendliche. Sie bilden eine momentane Gemeinschaft, die religiös lebt, fernab von den Gewohnheiten des täglichen Lebens.“ Architekt war sein Freund Leonardo Ricci, und das Zentrum konnte 1951 fertiggestellt werden. Auf die Frage, wann ihm die Idee dazu gekommen war, antwortete er: „Als wir entdeckt hatten, mit überraschter Verwunderung und mit Furcht, dass Gott uns liebt.“
1961 nahm Vinay eine Pfarrstelle in Riesi auf Sizilien an, und ein Teil seiner Mitstreiter des Begegnungszentrums kamen mit. Dabei war der Sozialreformer Danilo Dolci sein Vorbild, ein Wegbereiter und moralischer Unterstützer. Dazu sagte er später: „Bei unseren Untersuchungen haben wir festgestellt, dass Riesi die Stadt war, die uns vielleicht am meisten brauchte. So sind wir dann in Riesi geblieben und haben gesehen, dass das wirtschaftliche Elend der Bevölkerung eng mit dem sozialen und moralischen verbunden ist. Das Elend, die große Misere, das hier herrscht, zieht jeden Besucher unmittelbar in Mitleidenschaft.“
So wurde in Riesi 1961 das Diakoniezentrum Servizio Cristiano gegründet, das heute aus einem Kindergarten, einer Grundschule, einem Gästehaus, einer Familienberatungsstelle und einer landwirtschaftlichen Abteilung sowie einer Einrichtung für Menschen mit Behinderung besteht. Ursprünglich gab es auch eine Berufsschule sowie eine Heimarbeits- und eine Maschinenbaugenossenschaft. Der mit ihm befreundete Architekt Leonardo Ricci entwarf dafür das Gebäudeensemble Monte degli Ulivi.
1973 nahm er mit Don Enrico Chiavacci an einer Mission von Amnesty International und Pax Christi teil, um sich bei der Militärregierung Nguyễn Văn Thiệu in Südvietnam für die politischen Gefangenen einzusetzen. Das führte 1974 zur Gründung der Christlichen Aktion zur Abschaffung der Folter. Von 1976 bis 1983 war er im italienischen Senat als Unabhängiger für die Kommunistische Partei Italiens. Dort setzte er sich besonders für Arbeiterrechte, Umweltschutz, Abrüstung, soziale Sicherheit und Frauenrechte ein.

## Familie
Im September 1934 heiratete er in Rom Fernanda Teodori, sie hatten zusammen zwei Kinder.

## Ehrungen
- 1981 Ehrendoktor der Universität Montpellier, später auch von der Karls-Universität Prag.[11]
- 1982 wurde ihm von der Gedenkstätte Yad Vashem der Titel eines „Gerechten unter den Völkern“ verliehen.[12][13] Bei der Entgegennahme dieser Ehrung am 21. April 1982 machte er auf die Pflicht Israels aufmerksam, den enteigneten und unterdrückten Arabern zu einem würdigen Leben zu verhelfen.[14]
- 1987 erhielt er den Dr.-Leopold-Lucas-Preis der Universität Tübingen.
- Ehrenmedaille von Südkorea und Vietnam.[15]

## Theologische Lehre
Tullio Vinay war überzeugt, dass von der Predigt der Bibel, des Wortes Gottes, aller christlicher Dienst ausgehen müsse, den die Kirche dieser Welt schulde. Kirchen dürfen sich nicht selbst behaupten und erhalten wollen, denn ein solcher Selbsterhaltungstrieb sei schuldhaft. Kirche habe immer den Auftrag, sich zu verschenken und zu sterben, damit die Welt leben könne. Nur so werde sie zum Salz dieser Welt. Wirkliches, gelingendes und erfülltes Leben finde man nur, wenn man sich an andere Menschen hingebe. Das Leben verliere seinen Sinn, wenn man es nur für sich behalten wolle.

## Schriften (Auswahl)
- Agape sorge!, 1948.
- Riesi, Kreuz-Verlag, Stuttgart 1964 und Gütersloher Verlagshaus, Gütersloh 1968.
  - Le soleil se lève au sud. Une ville en Sicile: Riesi, Paris 1968.
- Agape, ein Wagnis der Hoffnung für unsere Zeit, Kiefel Verlag, Wuppertal 1966.
  - Riesi ou la force de l'agape, Buchet et Chastel, 1976.
- mit Gio Vinay: Giorni a Riesi, Claudiana, Turin 1966.
  - Riesi – Ein christliches Abenteuer, Gerd Mohn, Gütersloh 1964, 1966 und 1968; Gütersloher Verlagshaus, Gütersloh 1985, ISBN 3-579-04632-2 (neuer Titel: Riesi – Geschichte eines christlichen Abenteuers, Kreuz-Verlag, Stuttgart 1985, ISBN 3-7831-0247-2).
- Ho visto uccidere un popolo. Sud Vietnam: tutti devono sapere, Claudiana, Turin 1974.
- L'utopia del mondo nuovo. Scritti e discorsi al Senato, Claudiana, Turin 1984.
  - L'utopie Du Monde Nouveau, Improceb editions, Amstelveen 1988, ISBN 9-07-135805-4.
- Die politische Diakonie der Kirche, Hg. Jürgen Moltmann, Mohr-Siebeck-Verlag, Tübingen 1987, ISBN 3-16-145288-7.
- Liebe leben – Zukunft gestalten. Aus den Schriften und Reden des Gründers von Riesi, Hg. Karl-Christoph Epting, Christliche Verlagsanstalt Konstanz 1989, ISBN 3-7673-3595-6.
- Il Servizio Cristiano dal 1961 al 1984, in 30 anni a Riesi. Storia fotografica del Servizio Cristiano, Stampatre, Turin 1991.
- L'amore è più grande: la storia di Agàpe e la nostra, Claudiana, Turin 1995, ISBN 88-7016-211-7.
  - Liebe, die Berge versetzt. Die Waldenserkommunität Agape, Quell-Verlag, Stuttgart 1997, ISBN 3-7918-3452-5.